# Callionymus stigmatopareius
Callionymus stigmatopareius, tên thông thường là cá đàn lia Mozambique, là một loài cá biển thuộc chi Callionymus trong họ Cá đàn lia. Loài này được mô tả lần đầu tiên vào năm 1981.

## Phân bố và môi trường sống
C. stigmatopareius được tìm thấy tại Mozambique.